# Delia parvicanalis
Delia parvicanalis är en tvåvingeart som beskrevs av Fan 1984. Delia parvicanalis ingår i släktet Delia och familjen blomsterflugor. Inga underarter finns listade i Catalogue of Life.